# Ushkonyr
Ushkonyr (kazakh : Үшқоңыр), précédemment connue sous le nom de Chemolgan (russe : Чемолган) est une ville située dans le district de Karasaï de l'oblys d'Almaty au Kazakhstan.

## Description
En 2009, la ville a 14294 habitants.
Noursoultan Nazarbaïev, président de la République du Kazakhstan de 1990 à 2019, y est né en 1940.